# Hauskirchen
Hauskirchen osztrák község Alsó-Ausztria Gänserndorfi járásában. 2020 januárjában 1253 lakosa volt. 

## Elhelyezkedése

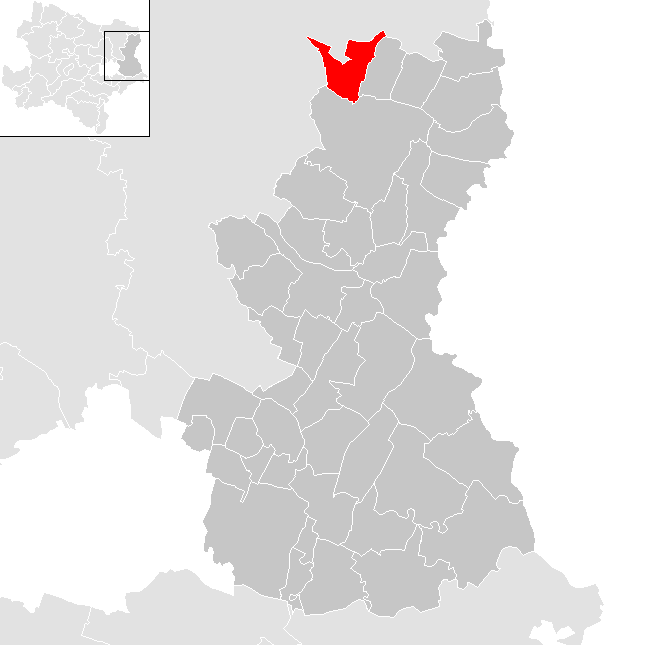
Hauskirchen a Gänserndorfi járásban

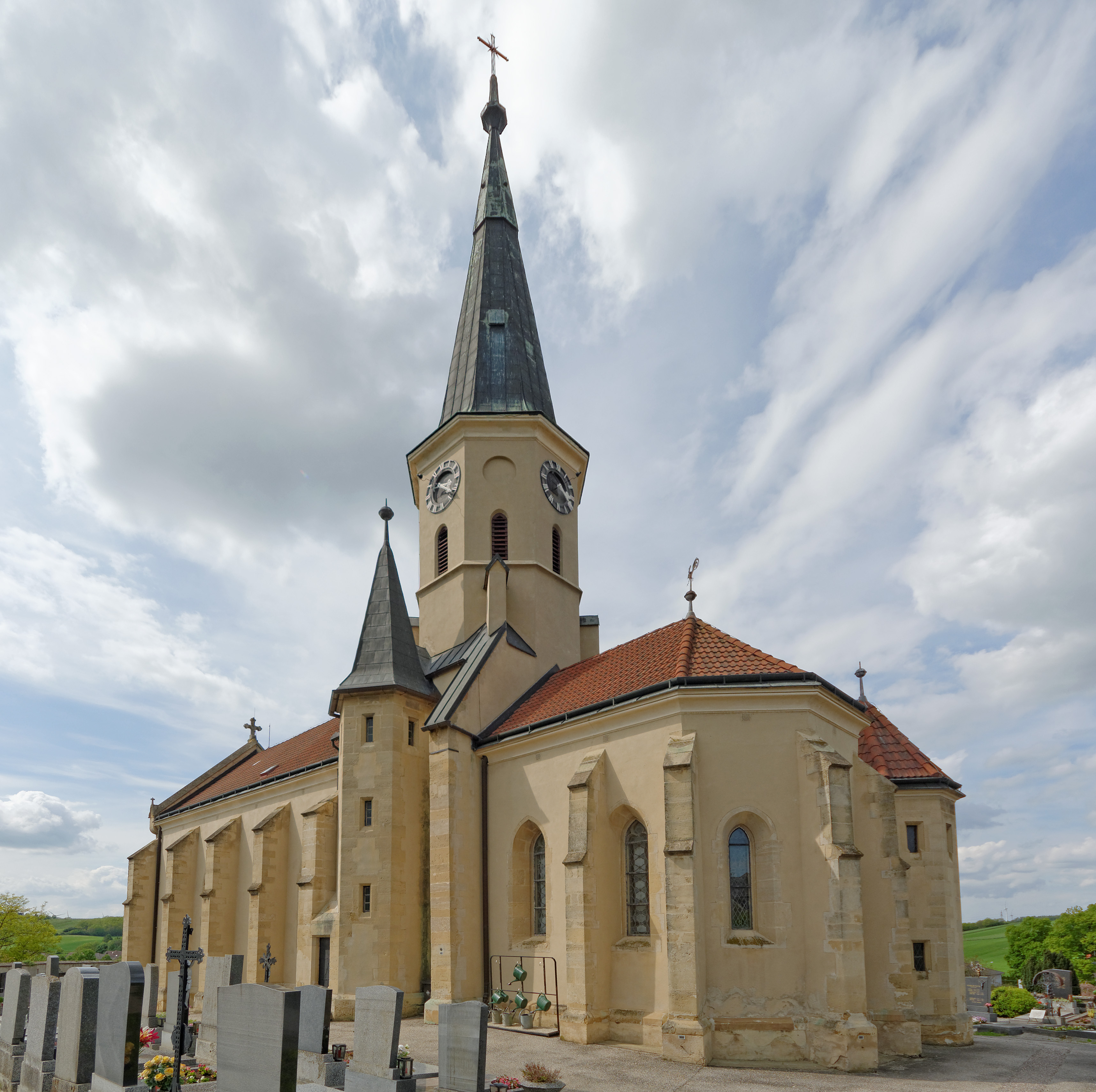
A Szt. Lőrinc-plébániatemplom

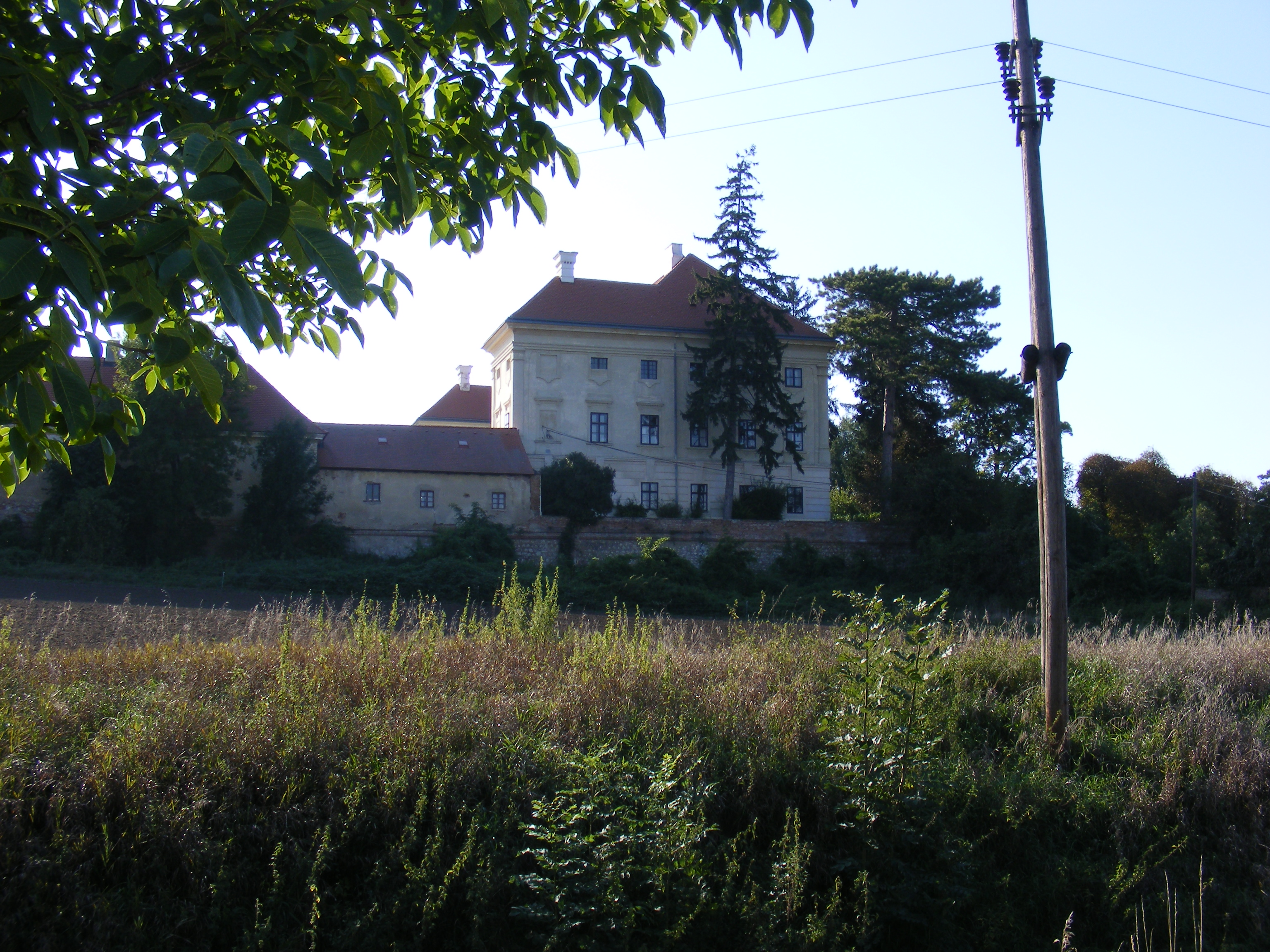
A prinzendorfi kastély

Hauskirchen a tartomány Weinviertel régiójában fekszik a Weinvierteli-dombságon, a Zaya folyó mentén. Területének 5,5%-a erdő, 81,9% áll mezőgazdasági művelés alatt. Az önkormányzat 3 települést egyesít: Hauskirchen (604 lakos 2020-ban), Prinzendorf an der Zaya (492) és Rannersdorf an der Zaya (157). 
A környező önkormányzatok: keletre Neusiedl an der Zaya, délre Zistersdorf, nyugatra Wilfersdorf, északnyugatra Poysdorf, északra Großkrut, északkeletre Altlichtenwarth.

## Története
Hauskirchent Hugo von Liechtenstein alapította 1100 körül, egyházközsége 1110-ben már önálló volt. 1142 körül a klosterneuburgi apátságé lett. A 16. századra több nemesi családnak is voltak birtokai a faluban. Udvarházát 1599-ben Hanns Ehrenreitter vásárolta meg, Johann Reinhart von Ehrenreitter pedig 1602-bn megépíttette a megerődített hauskircheni kastélyt. Bécs 1683-as ostromakor Hauskirchen elkerülte a török pusztítást. 1703-1706 között Rákóczi kurucai szállták meg a falut, vezetőjük, Forgách Simon a plébánián ütötte fel főhadiszállását, a falut pedig megkímélte a fosztogatástól. A lakosok föld alatti járatokban rejtőztek el. Az 1866-os porosz-osztrák háborúban a poroszok elfoglalták. A második világháborúban 7000 hadifoglyot vezényeltek ide és a kőolajkitermelésben dolgoztatták őket. 
Prinzendorf 1423 körül mezővárosi jogokat kapott, amelyet 1751-ben még megerősítettek, de később elveszett. 1645-ben a svédek, 1683-ban a törökök pusztították el a Zaya szigetén álló prinzendorfi várat, 1706-ban pedig a kurucok égették fel a települést.   
Hauskirchen, Prinzendorf an der Zaya és Rannersdorf an der Zaya községek 1971-ben egyesültek.

## Lakosság
A hauskircheni önkormányzat területén 2020 januárjában 1253 fő élt. A lakosságszám 1951-ben érte el csúcspontját 2093 fővel, azóta folyamatos csökkenés tapasztalható. 2018-ban az ittlakók 93,4%-a volt osztrák állampolgár; a külföldiek közül 1,3% a régi (2004 előtti), 3,1% az új EU-tagállamokból érkezett. 1,3% a volt Jugoszlávia (Szlovénia és Horvátország nélkül) vagy Törökország, 0,8% egyéb országok polgára volt. 2001-ben a lakosok 88,4%-a római katolikusnak, 2,9% evangélikusnak, 6,3% pedig felekezeten kívülinek vallotta magát. Ugyanekkor 2 magyar élt a községben; a németeken (96,6%) kívül egyetlen nemzetiségi csoport sem érte el az 1%-ot. 
A népesség változása:

| 2016 | 1 250 |
| 2018 | 1 248 |

## Látnivalók
- a hauskircheni kastély
- a prinzendorfi kastély
- a hauskircheni Szt. Lőrinc-plébániatemplom
- a prinzendorfi Szt. Márk-plébániatemplom

## Fordítás
- Ez a szócikk részben vagy egészben  a   Hauskirchen című német Wikipédia-szócikk ezen változatának fordításán alapul.  Az eredeti cikk szerkesztőit annak laptörténete sorolja fel. Ez a jelzés csupán a megfogalmazás eredetét és a szerzői jogokat jelzi, nem szolgál a cikkben szereplő információk forrásmegjelöléseként.